# Elodea granatensis
Elodea granatensis là một loài thực vật có hoa trong họ Hydrocharitaceae. Loài này được Humb. & Bonpl. mô tả khoa học đầu tiên năm 1810.